# Medalha por Inovações em Tecnologia da Saúde IEEE
A Medalha por Inovações em Tecnologia da Saúde IEEE (em inglês:  IEEE Medal for Innovations in Healthcare Technology) foi estabelecida em pelo Instituto de Engenheiros Eletricistas e Eletrônicos (IEEE) em 2009. A premiação é direcionada a contribuições de destaque em e/ou inovações em engenharia nas áreas de medicina, biologia e assistência médica.
O prêmio é concedido anualmente a um indivíduo, equipe ou múltiplos recipientes até cinco pessoas. Foi concedido a primeira vez em 2010.
Os recipientes recebem uma medalha de ouro, uma réplica em bronze, um certificado e um honorário.

## Recipientes
- 2010: Ronald Nutt[2] e David Townsend[3]
- 2011: Harrison H. Barrett[4]
- 2012: Savio L-Y. Woo[5]
- 2013: Robert Langer
- 2014: Leroy Hood
- 2015: Takuo Aoyagi[6]
- 2016: Charles A. Mistretta[7]